# DEPDC1
DEPDC1 ‏ (DEP domain containing 1) هوَ بروتين يُشَفر بواسطة جين DEPDC1 في الإنسان.